# Castello di Neuenstein
Il castello di Neuenstein è un castello rinascimentale che si trova nella città di Neuenstein nello stato federale del Baden-Württemberg in Germania. Fu costruito per diventare la residenza principale del casato di Hohenlohe-Neuenstein, ramo protestante del casato di Hohenlohe. Oggi ospita il museo del castello e il Hohenlohe-Zentralarchiv Neuenstein gestito congiuntamente dal Baden-Württemberg e dagli Hohenlohe.